# Liste von Sakralbauten in Detmold
Diese Liste führt konfessionsübergreifend alle Sakralbauten im Gebiet der Stadt Detmold auf. Nicht gelistet sind Gemeindehäuser.

## Liste
| Bild | Bezeichnung                                            | Konfession                            | Zugehörigkeit                                      | Anschrift                                          | Bemerkungen | Bauzeit                     |
| ---- | ------------------------------------------------------ | ------------------------------------- | -------------------------------------------------- | -------------------------------------------------- | --- | --------------------------- |
|      | Adventhaus Detmold                                     | Siebenten-Tags-Adventisten            | Siebenten-Tags-Adventisten                         | Detmold Bachstraße 42a Karte                       | http://www.adventgemeinde-detmold.de/ |                             |
|      | Christuskirche                                         | Evangelisch-reformiert                | Lippische Landeskirche                             | Detmold Kaiser-Wilhelm-Platz Karte                 | geplant und gebaut durch Otto Kuhlmann; dreischiffige Hallenkirche mit Emporen, hohem Querhaus, gewesteten Chor und Fürstengruft, Turmhöhe 65 Meter; bildet zusammen mit der Versöhnungskirche und der Pauluskirche die Evangelisch-reformierte Kirchengemeinde Detmold-West | 1905–1908                   |
|      | Detmold Merkez Camii                                   | Islam                                 | DİTİB                                              | Detmold Lemgoer Straße 41 Karte                    | |                             |
|      | Dreifaltigkeitskirche                                  | Evangelisch-Lutherisch                | Lippische Landeskirche                             | Detmold Wittenberger Weg 4 Karte                   | Vom Hamburger Architekten Gerhard Langmaack entworfen. | 1961                        |
|      | Erlöserkirche                                          | Evangelisch-reformiert                | Lippische Landeskirche                             | Detmold Am Markt Karte                             | bildet zusammen mit der Friedenskirche die Evangelisch-reformierte Kirchengemeinde Detmold-Ost | um 800                      |
|      | Evangelisch-Freikirchliche Gemeinde Detmold            | Evangelisch-freikirchlich (Baptisten) | Bund Evangelisch-Freikirchlicher Gemeinden         | Detmold Siegfriedstraße 71 Karte                   | |                             |
|      | Evangelisch-reformierte Diakonissenhauskirche          | Evangelisch-reformiert                | Lippische Landeskirche                             | Detmold Sofienstraße 34 Karte                      | | 1956                        |
|      | Evangelisch-reformierte Friedenskirche in Remmighausen | Evangelisch-reformiert                | Lippische Landeskirche                             | Remmighausen Hornsche Str. 267 Karte               | bildet zusammen mit der Erlöserkirche die Evangelisch-reformierte Kirchengemeinde Detmold-Ost | 1968                        |
|      | Evangelisch-reformierte Kirche Heidenoldendorf         | Evangelisch-reformiert                | Lippische Landeskirche                             | Heidenoldendorf Hiddeser Straße Karte              | | 1957                        |
|      | Evangelisch-reformierte Kirche Hiddesen                | Evangelisch-reformiert                | Lippische Landeskirche                             | Hiddesen Akazienstr. 3 Karte                       | | 1952                        |
|      | Evangelisch-reformierte Kirche Pivitsheide             | Evangelisch-reformiert                | Lippische Landeskirche                             | Pivitsheide V.L. Albert-Schweitzer-Straße 80 Karte | | 1966                        |
|      | Evangelisch-reformierte Kirche Vahlhausen              | Evangelisch-reformiert                | Lippische Landeskirche                             | Vahlhausen Blomberger Str. 355 Karte               | | 1915                        |
|      | Evangelische freie Gemeinde Detmold-Nord               | Evangelisch-freikirchlich             |                                                    | Detmold Georgstr. 24 Karte                         | http://www.detmold-nord.de/ |                             |
|      | Evangelische freie Gemeinde Detmold-West               | Evangelisch-freikirchlich             |                                                    | Detmold Bielefelder Straße 210 Karte               | http://www.efg-detmold-west.de/ | 2006                        |
|      | Evangelische Freie Gemeinde Pivitsheide                |                                       |                                                    | Pivitsheide V.L. Wilhelm-Mellies-Straße 25 Karte   | | 1928                        |
|      | Evangelische Freie Gemeinde Schöne Aussicht            |                                       |                                                    | Detmold Blomberger Str. 146 Karte                  | |                             |
|      | Evangelische Freikirche Heidenoldendorf                | Evangelisch-freikirchlich (Baptisten) |                                                    | Heidenoldendorf Adolf-Meier-Straße 36 Karte        | |                             |
|      | Evangelische Freikirche Hohenloh                       | Evangelisch-freikirchlich (Baptisten) |                                                    | Hohenloh Anne-Frank-Straße 1 Karte                 | |                             |
|      | Evangelische Kirche Berlebeck                          | Evangelisch-reformiert                | Lippische Landeskirche                             | Berlebeck Kindergartenweg 9 Karte                  | anfangs Filialkirche von Heiligenkirchen, seit dem 1. Januar 1969 selbstständige Kirchengemeinde | 1953–1954                   |
|      | Evangelische Kirche Heiligenkirchen                    | Evangelisch-reformiert                | Lippische Landeskirche                             | Heiligenkirchen Kirchweg 16 Karte                  | http://www.kirche-heiligenkirchen.de/ | 8./9. Jahrhundert           |
|      | Evangeliums-Christen-Brüdergemeinde Detmold            | Evangeliums-Christen                  | Bund Taufgesinnter Gemeinden                       | Detmold Felix-Fechenbach-Str. 65 Karte             | |                             |
|      | Freie evangelische Gemeinde Detmold                    | Evangelisch-freikirchlich             | Bund Freier evangelischer Gemeinden in Deutschland | Detmold Georgstraße 15 Karte                       | |                             |
|      | Heilig Geist                                           | Römisch-katholisch                    | Erzbistum Paderborn                                | Pivitsheide V.H. Winkelweg 21 Karte                | Filialkirche von Heilig Kreuz | 1963–1964, abgebrochen 2019 |
|      | Heilig Kreuz                                           | Römisch-katholisch                    | Erzbistum Paderborn                                | Detmold Schubertplatz 10 Karte                     | | 1950–1951                   |
|      | Immanuelkirche                                         | Methodistisch                         |                                                    | Detmold Mühlenstraße 16 Karte                      | Kapelle am 18. Oktober 1887, Kirche am 29. November 1908 geweiht; Ausbau zur Kirche durch den Architekten Carl Breuer (Dortmund); Turmhelm im März 1945 durch Bomben zerstört                                                                                                | 1887                        |
|      | Katholisch-Apostolische Pfarrkirche                    | Katholisch-Apostolisch                |                                                    | Detmold Leopoldstraße 33 Karte                     | einschiffige Saalkirche mit Chor und Gemeinderäumen; Baumeister: Adolf Lütkebrune | 1897                        |
|      | Königreichssaal                                        | Zeugen Jehovas                        | Zeugen Jehovas                                     | Detmold Gehrenkampstr. 7 Karte                     | Gottesdienste auch Polnisch |                             |
|      | Königreichssaal                                        | Zeugen Jehovas                        | Zeugen Jehovas                                     | Detmold Albert-Schweitzer-Straße 100 Karte         | |                             |
|      | Martin-Luther-Kirche                                   | Evangelisch-Lutherisch                | Lippische Landeskirche                             | Detmold Schülerstraße 12 Karte                     | Architekt: G. I. Fischer (Barmen); dreischiffige, vierjochige Hallenkirche | 1896–1898                   |
|      | Michaelskapelle der freikirchlichen Christengemeinde   |                                       |                                                    | Detmold Exterstraße 8a Karte                       | ehemalige Synagoge | 1683                        |
|      | Neuapostolische Kirche Detmold                         | Neuapostolische Kirche                |                                                    | Detmold Annastraße 46 Karte                        | http://nak-detmold.de/detmold_mitte | 1971                        |
|      | Neuapostolische Kirche Pivitsheide                     | Neuapostolische Kirche                |                                                    | Pivitsheide V.H. Im Nieleinen 44 Karte             | Anfang Februar 2017 profaniert | 1971                        |
|      | Pauluskirche                                           | Evangelisch-reformiert                | Lippische Landeskirche                             | Jerxen-Orbke Jerxer Straße 3 Karte                 | bildet zusammen mit der Christuskirche und der Versöhnungskirche die Evangelisch-reformierte Kirchengemeinde Detmold-West | 1967                        |
|      | Peters Mennoniten-Gemeinde e.V.                        |                                       |                                                    | Detmold Lemgoer Str. 84 Karte                      | |                             |
|      | St. Bonifatius                                         | Römisch-katholisch                    | Filialkirche von Heilig Kreuz                      | Detmold Am Wallgraben Karte                        | nur noch Turm erhalten | 1857 (Kapelle), 1891 (Turm) |
|      | St. Lioba                                              | Römisch-katholisch                    | Erzbistum Paderborn                                | Heidenoldendorf Auf dem Kupferberg 1 Karte         | Filialkirche von Heilig Kreuz; Kirche des Säkularinstituts St. Bonifatius auf dem Kupferberg |                             |
|      | St. Marien                                             | Römisch-katholisch                    | Erzbistum Paderborn                                | Detmold Bergstraße 44 Karte                        | | 1960–1961                   |
|      | St. Michael                                            | Evangelisch-Lutherisch                | Lippische Landeskirche                             | Hiddesen Im Kampe Karte                            | | 1966                        |
|      | St. Stephanus                                          | Römisch-katholisch                    | Erzbistum Paderborn                                | Hiddesen Haselnussweg 2 Karte                      | Filialkirche von Heilig Kreuz | 1957–1958                   |
|      | Versöhnungskirche                                      | Evangelisch-reformiert                | Lippische Landeskirche                             | Detmold Martin-Luther-Straße 39 Karte              | bildet zusammen mit der Christuskirche und der Pauluskirche die Evangelisch-reformierte Kirchengemeinde Detmold-West | 1967                        |
|      | Zu allen Heiligen                                      | Römisch-katholisch                    | Erzbistum Paderborn                                | Berlebeck Hohler Weg 73 Karte                      | Filialkirche von Heilig Kreuz | 1968, abgebrochen 2019      |